# Стена на Сервий
Стената на Сервий (на латински: Murus Servii Tullii) е отбранително съоръжение, построено около град Рим в началото на 4 век пр.н.е.
Стената е дебела 3,6 метра и дълга 11 километра, като има повече от дузина врати. От Арката на Галиен (Porta Esquilina) започват via Labicana и via Tiburtina.
Наречена е на 6-ия римски цар Сервий Тулий.